# 비비안 밴스
비비안 밴스(Vivian Vance, 1909년 7월 26일 ~ 1979년 8월 17일)는 미국의 텔레비전 배우, 가수, 연극 배우, 영화배우이다.

## 방송
- 왈가닥 루시

## 영화
- 그레이트 레이스 (1965년) - 헤스터 굿바디 역
- 왈가닥 루시 (1951년)
- 푸른 면사포 (1951년)